# Gérard Mourgue
 (novembre 2011).
Si vous disposez d'ouvrages ou d'articles de référence ou si vous connaissez des sites web de qualité traitant du thème abordé ici, merci de compléter l'article en donnant les références utiles à sa vérifiabilité et en les liant à la section « Notes et références ».
Œuvres principales
- Château Fer (1954)
- Nouvel Amour de Béatrice (1970)
- Aux sources du Proche Orient (1972)
- Bleu Marine  (1973)
- Le cœur et l’esprit (1974)
- Evanthia ou le nouveau Moïse (1975)
- Léonard de Vinci (1986)
- Sri Aurobindo et Teilhard de Chardin (1993)

Gérard Philippe Mourgue, né le 20 octobre 1921 à Clermont-Ferrand et mort le 5 mai 1995 à Nice, est un écrivain et poète français.

## Biographie

### Enfance et adolescence
Enfant unique issu d’une vieille famille d’Auvergne par filiation maternelle, et d’origine provençale par son père. Son père, Fernand Mourgue, est militaire.
Très tôt, l'enfant s’adonne au piano. Il découvre la peinture, le dessin, les caricatures. Il commence à écrire des contes, des poèmes. Mais à l’adolescence, il brûle toutes ses œuvres sans en avoir signé aucune. Enfin, à quinze ans, il signe son premier poème : « Petite Lise »; il le signe : L. Gérard M. et reçoit un premier prix de poésie.

### Études
Pensionnat Godefroy de Bouillon, Lycée Blaise Pascal, baccalauréat à 16 ans, puis corniche « Desaix », pour préparer l’entrée à Saint-Cyr, interrompue par des ennuis de santé. Rétabli, il s’inscrit à la Faculté de droit de Strasbourg réfugiée à Clermont-Ferrand..

### Chantiers de la jeunesse, résistance et première armée
En avril 1942, il rejoint le Chantier « Château-fer », groupement 32. Chargé du bureau culturel, puis nommé rédacteur en chef du journal des chantiers d’Auvergne : L’aiguillon. Ses chefs le font entrer dans la Résistance du réseau de Saint-Amand-Montrond qui fait partie du 1° R.I. clandestin, « l’Armée Secrète ». Il signe son « engagement pour la durée de la guerre » le 11 novembre 1942.
Libération de Bourges au côté du général Bertrand, campagne d’Alsace, nommé rédacteur en chef du journal Picardie et du Journal des forces de l’Est. Campagne d’Allemagne interrompue par la tuberculose. Hôpitaux militaires, sanatorium « Alsace » à St. Blasien, rédacteur en chef du journal La Cure et toujours des revues précédentes, il commence à publier ses œuvres littéraires. Réformé avec pension militaire de 100 %.

### Carrière

#### Galeriste et libraire
Professeur au Cercle de la librairie, directeur de librairies, il s’installe à Paris et y dirige sept librairies et trois galeries d'art, président-directeur général adjoint de la Librairie Julliard.

#### Homme des médias
Conseiller technique à la direction de la radiodiffusion (ORTF), Chef de service des émissions littéraires de l’ORTF puis de Radio-France et de France Culture, Secrétaire général de l'Université radiophonique et télévisuelle internationale (URTI).

#### Critique littéraire et artistique (pseudonyme Antoine Mercœur)
Chroniques à La Table Ronde, Combat, Preuves, La Nef, Le Ruban rouge, La Sélection des Libraires, Les Nouvelles Littéraires, Pariscope... (plus de 80 revues recensées).
Il meurt le 5 mai 1995 à Nice.

## Œuvres

### Romans
- 1954 - La Naissance de Vénus, Julliard.
- 1954 - Château fer, La Table Ronde.
- 1959 - Le Prince de ce monde, Julliard.
- 1969 - La Garde, La Table Ronde.
- 1973 - Bleu marine, Fayard.
- 1975 - Evanthia ou le nouveau Moïse. France-Empire.
- 1977 - Le musicien, France-Empire.
- 1979 - La passion en Sicile, France-Empire.
- 1984 - L’amitié, France-Empire.
- 1985 - The New Mose, Vikendrit Group of Publications, New Delhi.

### Essais
- 1946 - Les bandes de Picardie, E.T.M.L.
- 1957 - Journal de Don Juan, Fasquelle.
- 1958 - Yankel, La jeune école de Paris, Pierre Cailler Éditeur.
- 1959 -  Françoise Sagan, Éditions Universitaires.
- 1961 - Dieu dans la littérature d'aujourd'hui, France-Empire. (Tome 1 : Littérature française.Tome II: Littérature anglo-saxonne.)
- 1963 - Les plus belles lettres de Mozart, Calmann-Lévy.
- 1963 - Éloge de Michel Rodde, Brucker.
- 1964 - Françoise Sagan, Coll. Testiglo Del SigloXX, Editorial Fontanella.
- 1965 - Jean Cocteau, Éditions Universitaires, Coll. « Classiques du XXe siècle ».
- 1968 - Lelong, Pierre Cailler Éditeur.
- 1975 - Hilaire, Ed.Michèle Trincvel.
- 1972 - Aux sources du Proche Orient, Fayard.
- 1973 - François d'Assise, Le poète de la sainteté, Julliard.
- 1974 - Le cœur et l'esprit, France-Empire.
- 1975 - Quinze autoportraits de peintres contemporains, Roissard.
- 1986 - Léonard de Vinci, France-Empire.
- 1987 - Léonard de Vinci, format de poche, Québecmag, Canada.
- 1990 - Cocteau, Collection Encyclopédie universitaire, Ed.Universitaires.
- 1993 - Sri Aurobindo et Teilhard de Chardin, Buchet Chastel.
- 2005 - Saint Augustin ou l'amour des amours, Dervy Livre.

### Poésie
- 1946 - C’était une petite fille, H.C. illustrations de Gérard Mourgue.
- 1946 - Bleu mystique, N.Fontaine, Sarrelouis.
- 1964 - Merveille et l'enchanteur, Rougerie.
- 1966 - Amour de Béatrice, illustré par Carzou, Seghers.
- 1970 - Nouvel amour de Béatrice, illustré par Trémois, Seghers.
- 1973 - L’Orient de Béatrice, illustré par Lelong, Rougerie.
- 1974 - Lumière de Béatrice, illustré par Pignon, Seghers.
- 1982 - Chant d'amour d'Evanthia, illustré par Wifredo Lam, Chambelland.
- 1983 - Nouvel amour de Béatrice, illustré par Trémois, Tlass, Damas(bilingue).
- 1989 - Vers l'Atlantide, illustré par Despierre, Chambelland.
- 1989 - La musique et le jardin, illustré par Andréou, Chambelland.
- 2001 - La relève de l'aurore, illustré par Jean Podevin, Grassin.

### Créations cinématographiques
«Le Chemin de la Croix de Gérard Mourgue » Réalisation de Jean-Paul Sassy, avec Odile Versois, 
Yves-Marie Maurin, Danièle Croisy, François Darbon, Roger Jacquet, Jacques Ordinez. - FR3
«Mozart» dans la série « Prélude à l’Après-midi » réalisé par André Maurice, commentaire de Gérard Mourgue, -  FR3
«Xenakis » dans la série « Chroniques de France », commentaire de Gérard Mourgue - PATHE MARCONI

### Créations radiophoniques
- « Evanthia ou le nouveau Moïse » Émission d’Henri Soubeyran, avec Jean-.Roger Cossimon, Geneviève. Fontanel, Jean Topart… France Culture - INA
- « François d’Assise, le poète de la sainteté » Émission d’Henri Soubeyran – adaptation de Catherine Bourdet, avec Roger Bret, Michel Bouquet, François Maistre, Pierre Olivier, Jean Topart - ORTF -  INA.
- « Giotto devant Cimabue »  avec lecture de Gérard Mourgue – France Culture
- « La cohabitation » (il n’est pas certain que cette pièce ait été diffusée) - France Culture
- « La garde »  Émission « Un livre des voix » de Bronislav Horowicz, avec François Chaumette - France Culture
- « La Reine de la nuit » (il n’est pas certain que cette pièce ait été diffusée) -  réalisation de Pierre Lhoste - France Culture
- « Le chemin de croix » Émission « Heure de Culture Française », avec Alain Cuny, Marie Versini, Renaud Mary, Wanda Karian.– radio Clermont - ORTF- France international.
- « Le Journal de Don Juan » Émission "Les soirées de Paris » de Bronislav Horowicz – Réalisation de Claudine Chonez, avec Daniel Sorano, Renaud Mary, Marie Versini, Wanda Kérien. ORTF - France international - INA – Disque.
- « Le professeur mon ami, Contes brefs » – radio Clermont   -RTF
- « Les plafonds de l’Alhambra » Émission « Le texte et la marge » de D. Alberti et Françoise Favier, avec Pierre Fresnay – France Culture, divers, France international.
- « Les villes saintes, Chartres Ravennes » réalisation de Gérard Mourgue - RTF
- « L’Immortelle Aimée » Émission "Carte Blanche » de George Godebert, avec Michel Bouquet, Myriam Colombie, Lily Siou, Renaud Mary. – France Culture - INA
- « Noël que vais-je te donner » Émission  « Les Voix de l’avant-garde – L’art de la nouvelle » de Bernard Latour – France Culture et Inter variété. – INA..
- « Portrait de l’homme dans le temps et dans l’espace » réalisation et commentaire de Gérard Mourgue – France Culture.
- « Saint François d’Assise par Giotto » Émission dans la série « Le peintre et son modèle » de François Le Targat, scénario de Gérard Mourgue, – France Culture.

### Arguments de ballets
- « La fête d’amour et de mort » Texte de Gérard Mourgue, musique de Ted Scotto, France Musique et e. disque
- « Le soliste » inédit

### Disques
- « Journal de Don Juan » - RTF
- « Le chemin de la Croix de Gérard Mourgue » - RTF avec  Alain Cuny - musique de A. Haydn et W. Mozart
- « Le monde musical de Racine » - préface d’Antoine Mercœur

## Prix littéraires
- Premier prix de poésie à quinze ans
- Prix de la ville de Bourges pour Château fer,
- Médaille d’argent d’Art Science et Lettre pour Château fer,
- Premier prix de poésie de la jeunesse française (1942),
- Prix de la France latine pour Château fer (1957),
- Prix Cibié pour Château fer (1961),
- Prix Claire-Virenque de l’Académie française pour l’ensemble de son œuvre (1968),
- Prix des Muses pour Nouvel amour de Béatrice (1971),
- Prix Paris Critique pour Aux sources du Proche Orient (1972),
- Prix Broquette-Gonin de l’Académie Française pour Bleu Marine (1973),
- Prix Lamartine pour Aux sources du Proche Orient (1973),
- Prix de l'Académie des Pays de France pour l’ensemble de son œuvre (1973),
- Prix des volcans (1974),
- Prix Broquette-Gonin de l’Académie Française pour Le cœur et l’esprit (1975),
- Prix des enfants de la ville de Sablé (1978),
- Prix Amic de l’Académie Française pour Nouvel Amour de Béatrice (1984),
- Grand prix international de poésie de l'Institut culturel de Solenzara (1985),
- Prix Pouchkine pour l'ensemble de son œuvre (1991).